# Pérola d’Oeste
Pérola d’Oeste ist ein brasilianisches Munizip im Südwesten des Bundesstaats Paraná an der Grenze zu Argentinien. Es hat 6.221 Einwohner (2022), die sich Pérolatenser nennen. Seine Fläche beträgt 205 km². Es liegt 397 Meter über dem Meeresspiegel.

## Etymologie
Der Ursprung des Namens ist historisch nicht belegt. Die Pioniere erzählten folgende Sage. Vor langer Zeit machte ein Missionar in dem kleinen Dorf halt. Er erkannte die Fruchtbarkeit des Bodens und den Reichtum an Holz. In Anbetracht der Lage zwischen den Hügeln, die die Form einer Muschel haben, soll er gesagt haben: „Das ist wirklich eine Perle“. Seitdem trägt die Stadt den Namen Pérola d’Oeste (Perle des Westens), da sie sich im Westen der südlichen Region Paranás befindet.

## Geschichte

### Besiedlung
Wie alle Gemeinden im Südwesten erhielt auch Pérola d’Oeste einen großen Zustrom von Siedlern aus Rio Grande do Sul und Santa Catarina, die mit ihren Anstrengungen zum Fortschritt und zur Entwicklung der Gemeinde beitrugen.

### Revolta dos Colonos (Siedleraufstand)
Die Stadt war ab 1955, als sie noch nicht einmal ein Distrikt war, Schauplatz blutiger Kämpfe um Landbesitz. Es hatten sich bereits viele Familien als Posseiros (deutsch: legale Landbesetzer) auf diesem Land niedergelassen und bearbeiteten das Land. Die Clevelândia Industrial e Territorial Ltda (CITLA) erwarb das Land von der Regierung des Staats Paraná mit der Zusicherung, dass es niemandem gehöre. Als die CITLA das Land aufteilte und an diejenigen verkaufen wollte, die bereits dort arbeiteten, entbrannte der Kampf der Siedler gegen den Grileiro (Land grabbing). Der Konflikt gipfelte 1957 in der Revolta dos Colonos (deutsch: Siedleraufstand), bei dem viele der Posseiros von den Jagunços (Revolvermänner) der CITLA umgebracht wurden.
Am 10. Oktober 1957 übernahmen Tausende Posseiros die Stadt Francisco Beltrão und vertrieben die CITLA mit all ihren Mitarbeitern aus der Stadt. Eine Gedenkstätte für diese Kämpfe befindet sich heute zum Beispiel in Medianeira auf dem Morro Espigão do Norte. 

### Erhebung zum Munizip
Pérola d’Oeste wurde durch das Staatsgesetz Nr. 4348  vom 11. April 1961 aus Capanema ausgegliedert und in den Rang eines Munizips erhoben. Es wurde am 27. November 1961 als Munizip installiert.

## Geografie

### Fläche und Lage
Pérola d’Oeste liegt auf dem Terceiro Planalto Paranaense (der Dritten oder Guarapuava-Hochebene von Paraná). Seine Fläche beträgt 205 km². Es liegt auf einer Höhe von 397 Metern.

### Vegetation
Das Biom von Pérola d’Oeste ist Mata Atlântica.

### Klima
Das Klima ist gemäßigt warm. Es werden hohe Niederschlagsmengen verzeichnet (1827 mm pro Jahr). Im Jahresdurchschnitt liegt die Temperatur bei 20,9 °C. Die Klimaklassifikation nach Köppen und Geiger lautet Cfa.

### Gewässer
Pérola d’Oeste liegt im Einzugsgebiet des Iguaçu. Der Rio Santo Antônio bildet die westliche Grenze des Munizips zu Argentinien. Im Osten bildet der Rio Lajeado Grande ein kurzes Stück der Grenze zu Bela Vista da Caroba, bevor er das Munizip südlich der Kernstadt bis zu seiner Mündung in den Santo Antônio durchquert. Im Nordosten begrenzt der Rio Capanema zusammen mit seinem linken Zufluss Rio Lajeado Lindo das Munizip.

### Straßen
Pérola d’Oeste liegt an der BR-163. Diese führt im Norden über Cascavel und Toledo nach Guaíra, im Süden durch den Westen Santa Catarinas nach Rio Grande do Sul. Über die PR-881 kommt man im Süden nach Bela Vista da Caroba und über die PR-583 nach Realeza im Osten.

### Historischer Peabiru-Weg
Durch Pérola d’Oeste verlief seit vorkolumbischen Zeiten eine Nebenstrecke des Peabiru-Wegs vom Atlantik nach Peru. Diese ging vom Mittellauf des Paranapanema bei Jardim Olinda in südwestlicher Richtung nach Santa Catarina und durchquerte das Gebiet von Pérola d’Oeste. Nach der Zerstörung der Reduktionen, die die Jesuiten im heutigen Paraná zum Schutz der Ureinwohner eingerichtet hatten, geriet der Weg in Vergessenheit.

### Nachbarmunizipien
|                                 | Planalto                                    |                      |
| Comandante Andresito (Misiones) | Kompassrose, die auf Nachbargemeinden zeigt | Ampére               |
|                                 | San Antonio (Misiones) und Pranchita        | Bela Vista da Caroba |

## Stadtverwaltung
Bürgermeister: Edsom Bagetti, PL (2021–2024)
Vizebürgermeister: Alcir Valentin Pigoso, PSD (2021–2024)

## Demografie

### Bevölkerungsentwicklung
| Jahr | Einwohner | Stadt | Land |
| ---- | --------- | ----- | ---- |
| 1970 | 15.273    | 10 %  | 90 % |
| 1980 | 16.684    | 18 %  | 82 % |
| 1991 | 12.255    | 26 %  | 74 % |
| 2000 | 7.354     | 37 %  | 63 % |
| 2010 | 6.761     | 47 %  | 53 % |
| 2022 | 6.221     |       |      |

Quelle: IBGE, bis 2010: Volkszählungen und Volkszählung 2022

### Ethnische Zusammensetzung
| Gruppe * | 1991    | 2000    | 2010    | wer sich als …                                                                   |
| --- | ------- | ------- | ------- | -------------------------------------------------------------------------------- |
| Weiße | 72,7 %  | 91,7 %  | 81,8 %  | weiß bezeichnet                                                                  |
| Schwarze | 2,9 %   | 2,3 %   | 1,5 %   | schwarz bezeichnet                                                               |
| Gelbe | 0,1 %   | 0,0 %   | 0,3 %   | von fernöstlicher Herkunft wie japanisch, chinesisch, koreanisch etc. bezeichnet |
| Braune | 24,2 %  | 5,8 %   | 16,4 %  | braun oder als Mischung aus mehreren Gruppen bezeichnet                          |
| Indigene | 0,0 %   | 0,0 %   | 0,0 %   | Ureinwohner oder Indio bezeichnet                                                |
| ohne Angabe | 0,1 %   | 0,3 %   | 0,0 %   |                                                                                  |
| Gesamt | 100,0 % | 100,0 % | 100,0 % |                                                                                  |
| *) Das IBGE verwendet für Volkszählungen ausschließlich diese fünf Gruppen. Es verzichtet bewusst auf Erläuterungen. Die Zugehörigkeit wird vom Einwohner selbst festgelegt. |         |         |         |                                                                                  |

Quelle: IBGE (Stand: 1991, 2000 und 2010)

## Wirtschaft

### Kennzahlen
Mit einem Bruttoinlandsprodukt pro Einwohner von 24.596,53 R$ (rund 5.500 €) lag Pérola d’Oeste 2019 auf dem 272. Platz der 399 Munizipien Paranás.
Sein hoher Index der menschlichen Entwicklung von 0,726 (2010) setzte es auf den 94. Rang der paranaischen Munizipien.